# 埃奈西德穆
埃奈西德穆（古希腊语：Αἰνησίδημος，Ainêsidemos，前1世纪—？）是公元前1世纪希腊的怀疑论哲学家，出生于克里特岛的克诺索斯。他是皮浪主义的代表之一，其主要著作为《Pyrrhoneia 》（Πυρρώνειοι λóγοι），书中的核心思想为四点，分别为论述怀疑论的原因、对因果关系与真理的论证、描述一种物理理论以及一种伦理理论。其中第一点尤为重要，对此他提出了“悬搁判断的十点论式”，从中给出了之所以怀疑的十大原因。